# ホワイト・クリスマス (曲)

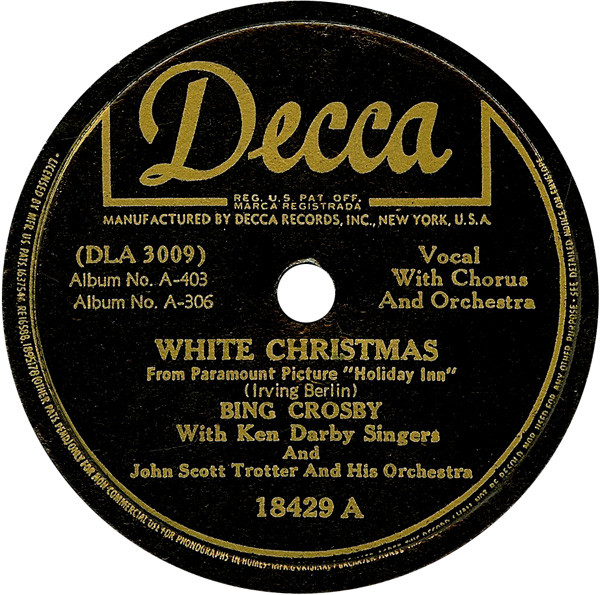
ビング・クロスビー「ホワイト・クリスマス」のアナログ・10インチ・SPレコード

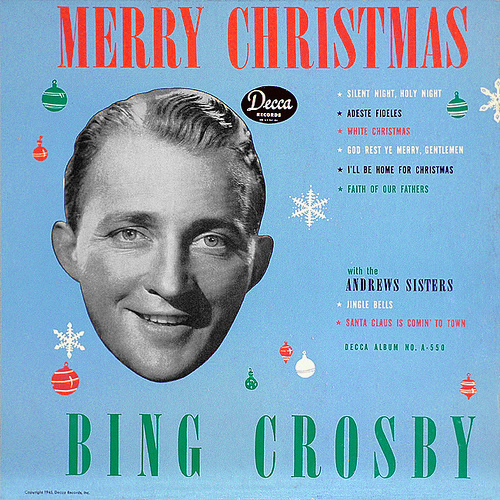
「ホワイト・クリスマス」が収録されたビング・クロスビーのアルバム『メリー・クリスマス』

「ホワイト・クリスマス」（英語: White Christmas）とは、古風なクリスマスの情景の思い出を歌ったアーヴィング・バーリン作詞・作曲のクリスマスソングである。ビング・クロスビーが歌ったバージョンは、歴代で最もよく売れたシングルとされている。
バーリンが、いつ、どこでこの歌を作ったかについては諸説がある。一説では、1940年にアリゾナ州フェニックスのボルチモア・ホテルのプールサイドで作ったともいわれている。バーリンはしばしば徹夜で曲を作ることがあったが、その時は秘書に「すぐペンを執ってこの歌を書き留めてくれ。これまで作った中で最高の歌ができたぞ - いや、これまで誰も書いたことがないくらい最高の歌ができた」と言ったという。

## ビング・クロスビーのバージョン
この歌を最初に発表したのはビング・クロスビーであり、クロスビーをホストに据えたNBCのラジオ番組『The Kraft Music Hall』の1941年のクリスマスの放送でこの曲を歌ったが、その際の音源は残っていないとされる。1942年5月29日、クロスビーは、ジョン・スコット・トロッターの楽団、ケン・ダービー・シンガーズと一緒に、この曲をデッカ・レコードで録音し、映画『スイング・ホテル』で使用された6曲を集めたSP盤のアルバムに収められて7月30日に発売された。当初、クロスビーはこの歌について、特に何とも思っていなかった。クロスビーはバーリンに「この曲には何も問題はないよね、アーヴィング」と言っただけだったという。
初めのうち「ホワイト・クリスマス」は、同じ映画からの最初のヒット曲「ビー・ケアフル、イッツ・マイ・ハート (Be Careful, It's My Heart)」の陰に隠れていた。しかし、1942年10月末には「ホワイト・クリスマス」が人気ラジオ番組『Your Hit Parade』でチャートの首位に立ち、そのまま翌年まで首位に留まり続けた。
しばしば指摘されることであるが、物憂げな雰囲気(昔よく知っていたような雪景色のクリスマスを夢見ている、という設定など)と、心地よい家郷の雰囲気(梢は輝き、といった描写)が混ざり合ったこの曲は、第二次世界大戦下にあった聴き手たちの心に、特に強く響くものであった。米軍放送には、この歌のリクエストが殺到した)。
1942年中、クロスビーの録音は、ビルボードのポップ・チャートの首位に11週間立ち続けた。さらに当時のビルボードによる黒人音楽系チャート(黒人音楽系のラジオ局における放送回数などによる)「Harlem Hit Parade」（現在の「Hot R&B/Hip-Hop Songs」の前身）においても3週にわたって首位に立ち、クロスビーを黒人系チャートに初めて登場させた曲となった。
その後、デッカはシングル盤を再発売し、1945年と1946年のクリスマス・シーズンにも「ホワイト・クリスマス」はチャートの首位に立った(1946年のシーズンについては1947年1月4日付)。つまり、中断を挟んで3度、全米チャートの首位に立った唯一の曲となったのである。その後もこの曲は、毎年のようにポップ・チャートに浮上し、ビルボードが1963年から独立したクリスマス・チャートを季節に合わせて掲載するようになるまで、その回数は20回におよんだ。なお、ビルボードのクリスマス・チャートでは1969年と1983年のクリスマス・シーズンにクロスビーの「ホワイト・クリスマス」はチャートの首位に立っている。
ミュージカル映画『スイング・ホテル』で用いられていた「ホワイト・クリスマス」は、1942年のアカデミー歌曲賞を受賞した。映画の中でクロスビーは、女優マージョリー・レイノルズとデュエットで歌っているが、歌声はマーサ・ミアーズが吹き替えたものである。今では有名なこの場面は、当初の撮影案にはなく、当初はクロスビーではなくレイノルズがひとりで歌うことになっていた。
今日、よく聴かれるクロスビーの「ホワイト・クリスマス」は、1942年録音のものではない。1947年3月18日、クロスビーはデッカ・レコードのスタジオに呼ばれ、この曲を再録音した。1942年録音のマスターは、既に頻繁に使用され、消耗していた。初録音の音を正確に再現することに意が払われ、再びトロッターの楽団とケン・ダービー・シンガーズがクロスビーの伴奏をした。それでもオーケストレーションには微妙な差異があり、新たにチェレスタとフルートが加えられて導入部がより明るくなっているところは最もわかりやすい。1947年版クロスビーの「ホワイト・クリスマス」は、ビルボードのポップ・チャートでは最高3位を記録した。
クロスビーはこの歌の成功への自分の貢献について否定的な姿勢だったが、その後のキャリアにおいては、この曲とずっと結びつけられることになった。クロスビーが主演した1954年のミュージカル映画『ホワイト・クリスマス』は興行的に大成功を収めた。

### 売り上げ記録
クロスビーの「ホワイト・クリスマス」は5000万枚のシングル盤売り上げがあるとされ、世界最高とされている。『ギネス世界記録』は、クロスビー以外のすべてのバージョンを含め、アルバムも含めたこの歌の総売り上げを1億枚としている。 クロスビーのクリスマス曲を集めたアルバム『Merry Christmas』は、最初はLP盤で1949年に発売されたが、それ以来途切れることなく(何らかの媒体で)供給され続けている。しかし、1958年以前の記録については不備もあるため、 公式な世界全体でのシングル盤の売り上げでは、クロスビーの「ホワイト・クリスマス」は第2位とされている。
現在のようにデータが整備されて以降の最大のヒット曲である、エルトン・ジョンの「キャンドル・イン・ザ・ウインド 〜ダイアナ元英皇太子妃に捧ぐ」(3700万枚)と、いずれの売り上げが大きいかを確定することは不可能とされている。

### 歴史的な影響
インターネット上のランキング・サイト「ItsRanked!」は、クロスビーの「ホワイト・クリスマス」を歴代クリスマス・ソング・トップ40の首位にランクしている。1999年、米国の公共ラジオ局ナショナル・パブリック・ラジオは、20世紀にアメリカが生んだ最も重要な音楽作品100曲を選んだ「NPR 100」のひとつに、この歌を選んだ。2002年、アメリカ議会図書館は、その年に全米録音資料登録簿に追加する歴史的に重要な50件の録音のひとつとして、1942年のクロスビーの初録音を選んだ。
1975年4月30日に、ベトナム戦争の最終局面でサイゴンが陥落する寸前、アメリカ合衆国は自国の政府関係者などを避難・撤退させるフリークエント・ウィンド作戦を発動するに当たり米軍放送は、サイゴン市からアメリカ人関係者の撤退を促す暗号放送として、予め告知されていた天気予報のメッセージと共にクロスビーの「ホワイト・クリスマス」を陥落前日の29日から頻繁に放送した。

## 原曲の導入部
アーヴィング・バーリンの原曲には、歌の本体に入る前の冒頭部分に(レチタティーヴォのように歌う)数小節の短い導入部、いわゆるヴァース(verse)がある。(クロスビーを含め)多くの録音では、この部分は省かれているが、アルバム『クリスマス・ギフト・フォー・ユー・フロム・フィル・スペクター』で ダーレン・ラヴが歌ったバージョンには入っている。
The sun is shining, the grass is green,
 The orange and palm trees sway.

There's never been such a day
 in Beverly Hills, L.A.

But it's December the twenty-fourth,—

And I am longing to be up North——原曲から省かれたヴァース
英国のバンド、キーンのバージョンでも、この導入部が使われているが、歌詞が変えられており、物憂い感じが強められている。
The sun's been hiding, the streets are gray,
 The rain has been falling down.

Seems everyone wears a frown
for Christmas in London town

It reminds me each time I roamed.

I'm longing to be back home—キーンのバージョンの導入部

## その他のバージョン
1944年にはフランク・シナトラがこの曲をカバーし、ビルボードのポップ・チャートで最高5位を記録している。
ドリフターズによる1954年の「ホワイト・クリスマス」のカバーは、リード・シンガークライド・マクファターとベースのビリー・ピンクニーの多彩な才能を見せつけるものであった。1954年12月には、このレコードはビルボード誌のR&Bチャートで2位まで上り詰め、その翌年と翌々年にも同じチャートに登場した。発売翌年の1955年、「ホワイト・クリスマス」は、ドリフターズのシングルとして初めてメインストリームの「Billboard Hot 100」チャートに進出し、以降合わせて34曲が彼らによってこのチャートに送り込まれることになった。その後、数十年間、ドリフターズのバージョンはもっぱら黒人音楽系のラジオ局で流されていたが、1990年の映画『ホーム・アローン』で、主人公ケヴィン少年が洗面台で歌う真似をしながら父親のアフターシェーブローションを使うシーンにフィーチャーされたことなどで、1990年代はじめにより広く取り上げられるようになった。オールディーズ、アダルト・コンテンポラリー、トップ40、カントリーなど、様々なフォーマットのラジオ局がドリフターズのバージョンをかけるようになり、1994年の映画『サンタクローズ』にもフィーチャーされた。
1964年に発表されたザ・ビーチ・ボーイズのクリスマス・アルバム『ザ・ビーチ・ボーイズ・クリスマス・アルバム』とその音源に77年に録音された未発表曲等を追加して、1998年に発表された『ビーチ・ボーイズ・クリスマス・アルバム』(Ultimate Christmas)に収録された。
アンディ・ウィリアムス盤は、ビルボード誌の1963年のクリスマス・シングル・チャートで1位となり、1967年には22位となった。このバージョンのB面には「ザ・クリスマス・ソング」が収録されていた。
2006年、トゥイステッド・シスターは、アルバム『A Twisted Christmas』に、ドイツの女性ヘヴィ・メタル・シンガー、ドロ・ペッシュをフィーチャーし、ドイツ語と英語の歌詞で歌う「ホワイト・クリスマス」を収録した。
2009年、イタリアのテノール歌手アンドレア・ボチェッリは、初のクリスマス・アルバム『My Christmas』でこの歌を取り上げた。このバージョンは、ポルトガルやハンガリーなどでチャートに登場した。
北アイルランドのバンク・バンド、スティッフ・リトル・フィンガーズは、「Silly Encore (お馬鹿なアンコール)」と称して他人の曲を演奏する一つとして「ホワイト・クリスマス」を取り上げており、1980年の米国編集アルバム『Hanx!』に収録されている。
ボーイ・ジョージは、2009年に、この歌をカバーして、デジタル・ダウンロードのフォーマットでリリースした。
1945年から2004年の間に、この曲を収録したアルバムをビルボード誌のチャートに送り込んだアーティストの総数は、232人/組にのぼるとされている。

## 日本における普及
映画『スイング・ホテル』は、戦時中の作品であり、日本公開は戦後占領下の1947年になってからのことだった。アメリカ文化の急速な普及の中で、この歌もクリスマス・ソングとして直ぐに定着していった。この時点で、米国では既に多くの歌手や楽団による「ホワイト・クリスマス」のレコードがあったため、日本ではビング・クロスビー盤だけが圧倒的に受け入れられるということはなく、フランク・シナトラなどが歌った盤も普及した。
ビング・クロスビー盤は1952年から1964年の間に日本で200万枚近くを売り上げ、パット・ブーン盤は1964年だけで日本で10万枚を売り上げた。
ダークダックスは、1951年のクリスマスに、後の主要メンバー3人が、あるパーティーで「ホワイト・クリスマス」を合唱したことが結成のきっかけであった。1955年、ダークダックスは、旗照夫のバックで「ホワイト・クリスマス」を録音している（小坂一也とワゴン・マスターズのシングル「ジングル・ベルズ」B面に収録）。
1950年代以降、多くの日本の歌手がこの歌を取り上げており、クリスマス・アルバムに収めたり、シングル盤を発売している。例えば、1963年のザ・ピーナッツによるシングル(「ジングルベル」とのカップリング)は、現在でも言及されることが多い。
江利チエミと東京少年合唱隊は、音羽たかしの日本語詞でこの曲を録音し、キングレコードからシングル盤を発売している（レコード規格品番は江利チエミがCL-131、東京少年合唱隊がAC-10238）。
1985年時点で、日本音楽著作権協会調べによると日本国内では126種のレコード、124種のテープが流通している。同じく日本国内では1984年10月〜12月の3か月で全バージョン計で37万9000枚（本）が販売された。
山下達郎の「クリスマス・イブ」のシングルCDには、2曲目として「ホワイト・クリスマス」が入っており、多重録音による重厚なコーラスが聴かれる。「クリスマス・イブ」は1983年以来、何度も再発され、オリコン調べで累計180万枚以上のセールスを記録しており、山下の「ホワイト・クリスマス」は、この曲の日本人による歌唱として、最も数多く普及したものとなっている。
テレビドラマ『激走戦隊カーレンジャー』に連動して発表された1996年のアルバム『激走戦隊カーレンジャー Merry Xmas From CARRANGER』には、ドラマに出演した俳優陣（岸祐二、増島愛浩、福田佳弘、本橋由香、来栖あつこ、まるたまり）による「ホワイト・クリスマス」が収録されている。テレビアニメ『おジャ魔女どれみ』シリーズから発表された2001年のアルバム『MAHO堂のおジャ魔女クリスマスパーティー』には、出演した声優陣（MAHO堂：千葉千恵巳、秋谷智子、松岡由貴、宍戸留美、宮原永海）による「ホワイト・クリスマス」が収録されている。